# Parmenisc (gramàtic)
Parmenisc (en llatí Parmeniscus, en grec antic Παρμενίσκος) fou un gramàtic i comentarista grec.
S'han conservat alguns fragments i notícies de la seva obra, especialment a diversos escolis sobre l'Odissea i altres recollits per Esteve de Bizanci. Marc Terenci Varró diu que Parmenisc va establir el caràcter distintiu d'algunes paraules. Gai Juli Higí a la seva obra Poeticon Astronomicon sobre les estrelles, fa referència a un text d'aquest autor sobre Arat. Fabricius i Vossius l'inclouen en les seves obres sobre literatura grega.